# 林明成
林明成（1943年1月3日—），生於新北市板橋區，台日混血，銀行家，為板橋林本源家族第七代，華南金控最大民間股東，現任華南金控副董事長。2008年6月，富比士公佈林明成身價淨值12億美元，居是年台灣第二十。

## 生平
其父林熊徵，出身板橋林本源家族。在台灣日治時期，林熊徵於1919年（大正8年）在大日本帝國臺北州創立華南銀行。1945年，日本投降，國民政府接收台灣。華南銀行主要股份被徵收成為中華民國國家資產，板橋林家控制股份只剩下2成，為最大民間股東。
林明成是林熊徵的獨子，其母高賀千智子（漢名林智惠）為日本人，是林熊徵的如夫人。1946年，在林明成3歲時，其父親林熊徵過世。林明成由家族撫養長大，為國立政治大學政治系學士，之後留學，取得日本慶應大學法學碩士。
1955年，總統蔣中正發現桃園復興鄉山川壯麗，像極其家鄉溪口。有人來表示後，林熊徵之妻盛關頤（清末實業家盛宣懷之女）很知趣，馬上同意捐出。省政府派人來洽辦時卻說是「無償借用」，每十年一次，後來「無償借用」的慈湖土地，成為蔣中正的陵寢。1984年，林明成順水人情，乾脆捐獻給政府，換來總統蔣經國召見，當面嘉許，以及一塊紀念碑文，豎立在慈湖之畔。:415-416
1969年，林明成擔任華南銀行董事。
1977年，林明成創辦永琦百貨。
1984年，林明成捐出慈湖土地19公頃，做為蔣中正陵寢用地。
1987年，出版《林熊徵先生百年冥誕紀念集》，不斷強調林熊徵是中國同盟會會員，「在中國同盟會的旗幟下，同為革命而努力」，表示林熊徵捐了三千日圓給林覺民等十九位革命黨人，從日本回廣東參加黃花崗起義；至於林熊徵三兄弟當了總督府評議員，組織「臺灣公益會」，支持日本治臺政策，反對請願運動的事蹟則絕口不談。:416
1999年，華南銀行籌設華南金控，林明成擔任華南金控董事長。
2001年8月，林明成由華南銀行副董事長，升任董事長。12月，中華民國財政部發出執照，許可華南金控成立。
2002年，林明成將經營重點轉向華南銀行，永琦百貨結束營業。

## 家庭
其妻顏絢美，為顏德修（顏雲年三子）之女，出身基隆顏家。其子女為林知延、林宛嫺、林知佑、林知蔚。
長子林知延，2011年與吳東進之女吳欣盈結婚。2013年7月林知延提起離婚訴訟，一審林敗訴（不准離），2019年1月9日臺灣高等法院判決離婚。
次子林知佑，2014年10月與張思綺結婚，2015年長男出生，2017年次男和長女出生。
長女林宛嫺，2007年與劉創道結婚，2009年生長男、離婚。擔任台灣蘇富比董事總經理。